# Феровац
Феровац је насељено место у саставу града Кутјева, у западној Славонији, Република Хрватска.

## Историја
До нове територијалне организације налазило се у саставу бивше велике општине Славонска Пожега.

## Становништво
На попису становништва 2011. године, Феровац је имао 103 становника.
| Националност       | 1991.        |
| Хрвати             | 138 (97,18%) |
| Срби               | 4 (2,81%)    |
| Југословени        | 0            |
| остали и непознато | 0            |
| Укупно             | 142          |